# Диоксоланы
Диоксоланы — органическое соединение класса пятичленных гетероциклов, содержащих в кольце 2 атома кислорода. В зависимости от положения атомов кислорода различают 1,2- и 1,3-диоксолан. Наиболее стабильны 1,3-диоксоланы.

## 1,3-диоксолан

### Химические свойства

2-бромэтилформиат

1,3-диоксолан легко растворяется в воде, с иодом образует комплекс, с бромом реагирует, образуя 2-бромэтилформиат. С хлором реакция приводит к смеси замещенных по 2-м или 4-м положении.

### Применение
- 1,3-диоксолан можно рассматривать как циклический ацеталь формальдегида и этиленгликоля, а замещенные по второму положению 1,3-диоксоланы — как ацетали других альдегидов или кетонов.

Перевод в 1,3-диоксоланы является защитой для альдегидов и кетонов или 1,2-диолов, поскольку они устойчивы к действию оснований и устойчивы в нейтральной среде.

Защита альдегидной группы
Защита кетогруппы
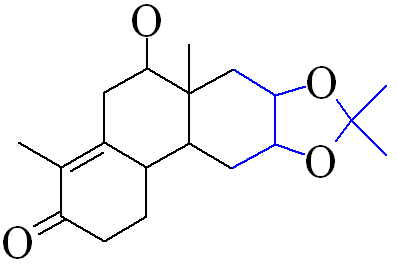
Защита 1,2-диолов

- Используется в качестве экстрагента для жиров, масел, восков.
- В качестве низкокипящего растворителя красок и эфиров целлюлозы.
- При перемешивании раствора реагентов в присутствии ортоэфиров как водопоглощающего средства[4].

### Методы синтеза
- 1,3-диоксолан получают из формалина и этиленгликоля кипячением в присутствии фосфорной кислоты[5].
- 2-замещённые 1,3-диоксоланы кипячением смеси альдегида и этиленгликоля в бензоле (толуоле, хлороформе, ксилоле, трихлорэтилене, дихлорметане) в присутствии пара-толуолсульфокислоты с азеотропной отгонкой образующейся воды и катализе пара-толуолсульфокислотой.
- обменным способом, когда кетон смешивается с диоксоланом более летучего кетона (ацетон, 2-бутанон и др.). При кипячении в присутствии пара-толуолсульфокислоты происходит обмен и более летучий кетон покидает сферу реакции, смещая равновесие в нужную сторону.
- реакцией этиленоксида с кетонами или альдегидами в присутствии SnCl4

- кипячением кеталей или ацеталей с 1,2-диолами[6][7].

## Свойства
1,3-диоксоланы и их производные гидролизуются в кислой среде, образуя соответствующие альдегид и гликоль.

## 1,2-диоксолан
1,2-диоксоланы и их производные является циклическими пероксидами, и поэтому нестабильны: сам 1,2-диоксолан устойчив только до 35 °C. Его производные легко разлагаются при нагревании и облучении. Их получают по следующим схемам:
Соединения, содержащие структуру 1,2-диоксолана, — промежуточные продукты в биосинтезе эндо-пероксидов простагландинов.